# Daniel Hernandes
Daniel Andrey Hernandes (São Paulo, 16 de abril de 1979) es un deportista brasileño que compitió en judo.
Ganó dos medallas en los Juegos Panamericanos, en los años 1999 y 2003, y ocho medallas en el Campeonato Panamericano de Judo entre los años 1998 y 2010. Participó en dos Juegos Olímpicos de Verano en los años 2000 y 2004, su mejor actuación fue un noveno puesto logrado en Sídney 2000 en la categoría de +100 kg.

## Palmarés internacional
| Juegos Panamericanos    | Juegos Panamericanos            | Juegos Panamericanos | Juegos Panamericanos |
| Año                     | Lugar                           | Medalla              | Categoría            |
| ----------------------- | ------------------------------- | -------------------- | -------------------- |
| 1999                    | Winnipeg (Canadá)               | Medalla de plata     | +100 kg              |
| 2003                    | Santo Domingo (Rep. Dominicana) | Medalla de oro       | +100 kg              |
| Campeonato Panamericano |                                 |                      |                      |
| Año                     | Lugar                           | Medalla              | Categoría            |
| 1998                    | Santo Domingo (Rep. Dominicana) | Medalla de bronce    | +100 kg              |
| 2002                    | Santo Domingo (Rep. Dominicana) | Medalla de oro       | +100 kg              |
| 2002                    | Santo Domingo (Rep. Dominicana) | Medalla de oro       | Abierta              |
| 2003                    | Salvador (Brasil)               | Medalla de oro       | +100 kg              |
| 2004                    | Isla de Margarita (Venezuela)   | Medalla de plata     | +100 kg              |
| 2006                    | Buenos Aires (Argentina)        | Medalla de oro       | +100 kg              |
| 2007                    | Montreal (Canadá)               | Medalla de oro       | +100 kg              |
| 2010                    | San Salvador (El Salvador)      | Medalla de plata     | +100 kg              |